# KSV Wattwil
Le Volley Toggenburg est un club suisse de volley-ball fondé en 1972 et basé à Wattwil qui évolue pour la saison 2019-2020 en Ligue Nationale A féminine.

## Palmarès
- Championnat de Suisse[2]
  - Vainqueur : 1999.
  - Finaliste : 1997.
- Coupe de Suisse[2]
  - Finaliste : 1998.